# Herwig Kogelnik
Herwig Kogelnik (Graz, 2 de junho de 1932) é um engenheiro austríaco.